# Doubezpieczenie
Doubezpieczenie – uzupełniająca ochrona ubezpieczeniowa poza systemem ubezpieczeń obowiązkowych w formie prywatnie realizowanych przez gospodarstwa domowe ubezpieczeń oferowanych przez przedsiębiorstwa ubezpieczeniowe.
Doubezpieczenie polega na wykupywaniu różnorakich produktów ubezpieczeniowych, takich jak ubezpieczenia na życie z opcją chorobową lub wypadkową, ubezpieczenia zdrowotne odszkodowawcze i nieodszkodowawcze, ubezpieczenia ryzyka śmierci żywiciela, ubezpieczenia posagowe, ubezpieczenia na dożycie pewnego wieku, ubezpieczenia na życie z funduszem kapitałowym, ubezpieczenia rentowe związane z wykorzystaniem oszczędności emerytalnych, czy ubezpieczenia rentowe z odroczonym terminem płatności. Doubezpieczenie winno uwzględniać realną ochronę gospodarstwa domowego w sytuacji zaistnienia konkretnego ryzyka społecznego.
Społeczną formą doubezpieczenia jest doubezpieczenie społeczne polegające na preferencyjnym traktowaniu w systemie zabezpieczenia społecznego wydatków ponoszonych na uzupełniającą ochronę ubezpieczeniową, mającą na celu zwiększenie bezpieczeństwa socjalnego społeczeństwa. Do doubezpieczenia społecznego nie zalicza się produktów finansowych i ubezpieczeń prywatnych, których zakup nie jest poparty konkretnymi preferencjami społecznymi.
Jako doubezpieczenie rozumiana jest także dodatkowa umowa, którą dołącza się do istniejącej już polisy ubezpieczeniowej, zwiększająca sumę wcześniejszego ubezpieczenia.